# Vera Squarcialupi
Vera Liliana Squarcialupi (ur. 5 sierpnia 1928 w Puli, zm. 3 kwietnia 2021) – włoska polityk i dziennikarka, senator, posłanka do Parlamentu Europejskiego I i II kadencji.

## Życiorys
Ukończyła studia z zakresu literaturoznawstwa. Od 1955 pracowała w redakcji RAI w Rzymie, gdzie odpowiadała za transmisję na kanałach GR1 i GR2. Zajęła się działalnością polityczną w ramach Włoskiej Partii Komunistycznej, w 1976 wybrana do Senatu VII kadencji. W 1979 z powodzeniem kandydowała do Parlamentu Europejskiego (uzyskała też reelekcję w wyborach krajowych, nie zdecydowała się jednak objąć mandatu). Jeszcze przed początkiem kadencji przeszła do powiązanego z PCI ugrupowania Niezależna Lewica (grupującego osoby luźniej związane z partią). W 1984 uzyskała reelekcję z listy komunistów. Przystąpiła do Grupy Sojuszu Komunistycznego, należała m.in. do Komisji ds. Środowiska Naturalnego, Zdrowia Publicznego i Ochrony Konsumentów, Komisji ds. Socjalnych i Zatrudnienia oraz Komisji ds. Praw Kobiet. Później powróciła w skład Senatu XIII kadencji (1996–2001), kandydując z listy koalicji Drzewo Oliwne.